# Wolnei Caio
Wolnei Caio (Roca Sales, 10 augustus 1968) is een voormalig Braziliaans voetballer.